# Flyv med!
Flyv med! er en dansk instruktionsfilm fra 1943, der er instrueret af Mogens Skot-Hansen og Hagen Hasselbalch.

## Handling
Skildring af et svæveplans konstruktion og gennemgang af et svæveflyverkursus.